# Leandrão (futebolista)
Leandro Costa Miranda Moraes, mais conhecido como Leandrão (Uberlândia, 18 de julho de 1983), é um técnico e ex-futebolista brasileiro que jogava como atacante. Atualmente, treina a equipe do Boavista.

## Carreira
Leandrão começou sua carreira pelas categorias de base do Internacional aonde teve poucas chances e tendo conseguido marcar apenas um gol, logo depois o atacante teve uma curta e importante passagem pelo Botafogo, sendo artilheiro da equipe na série B de 2003 e conquistando a vaga de titular ao longo da competição, foi peça decisiva para conduzir o acesso do alvinegro de volta à elite do futebol brasileiro, e depois teve uma longa passagem pelo futebol asiático atuando em times do Japão e da Coreia do Sul e durante isso ainda teve um curto retorno ao Colorado logo depois teve passagens pelo Daejeon Citizen, Ulsan Hyundai e Chunnam Dragons até voltar  em 2008 ao Internacional sendo sua terceira passagem pelo clube o qual o revelou.
Acabou sendo emprestado no ano seguinte para o Vitória. Em 2010 foi emprestado ao Porto Alegre e ao Sport.

### ABC
No mesmo ano foi contratado pelo ABC para a fase de mata-mata da Série C. Realizou sua estreia diante do Águia de Marabá em uma vitória por 1 a 0. No jogo de volta realizado no Frasqueirão contra o time do Pará, Leandrão marcou seu primeiro gol pelo time alvinegro após um belo lançamento de Sueliton, a partida terminou 3 a 1 para o time de Natal. Diante do Salgueiro marcou os dois gols da vitória por 2 a 0. Com boas atuações lhe rendeu o apelido Artilheiro das Decisões e fez com que o titular da posição Éderson acabasse indo para o banco. No fim, foi um dos destaques do ABC na campanha que levou ao primeiro título nacional do Mais Querido conquistado em cima do Boa, na época Ituiutaba. 
Na temporada seguinte permaneceu no ABC para a disputa do Campeonato Potiguar, Campeonato Brasileiro e da Copa do Brasil. Após uma eliminação polêmica na Copa do Brasil para o Vasco da Gama devido um pênalti duvidoso, Leandrão postou em uma rede social a seguinte frase.
| “ | Passei a noite pensando no jogo e cheguei a uma conclusão: qual turista vem ao Rio e não é roubado? Chegando ao aeroporto! Time chateado, não porque perdemos, mas sim pela maneira como perdemos. | ” |

Após isso, o atacante acabou sendo suspenso por quatro jogos pelo STJD. Devido ao ocorrido, Leandrão pediu desculpas a torcida do ABC. Ao fim da temporada, Leandrão terminou como artilheiro do ABC na Série B, com 11 gols. 

### Futebol Paulista
Com uma boa temporada realizada no Mais Querido o atacante chamou a atenção de diversos clubes e acabou acertando com a Ponte Preta. Realizou sua estreia pela Macaca diante do São Caetano em uma derrota por 1 a 0 em partida válida pelo Campeonato Paulista. Na partida seguinte contra o Bragantino marcou dois gols numa vitória por 3 a 1. Não conseguindo apresentar o futebol que apresentou no ABC acabou ficando fora dos planos da Ponte Preta e acabou acertando com o São Caetano. Estreou pelo Azulão diante do Bragantino em uma vitória por 2 a 0 em partida válida pelo Campeonato Brasileiro. Seu primeiro gol pelo time paulista foi marcado diante do rival do seu ex-clube, o América de Natal, o Azulão acabou vencendo a partida por 3 a 2.

### Drama em Israel e Remo
No ano seguinte acertou com o Rio Branco-SP. Logo depois acertou sua transferência para o futebol de Israel onde atuou pelo Hapoel Tel Aviv aonde viveu um drama devido o lançamento de um foguete na cidade e acabou tendo que se refugiar em um hotel com uma sala blindada. Após o drama que sofreu, acertou seu retorno ao futebol brasileiro para atuar pelo Remo aonde se consagrou campeão do Paraense de 2014. Em 2015 foi contratado pelo Novo Hamburgo para a disputa do Campeonato Gaúcho. 

### Brasil de Pelotas
Foi contratado pelo Brasil de Pelotas para a disputa da Série C. No Brasil de Pelotas marcou 11 gols em 12 jogos na Série C levando a imprensa gaúcha a considerá-lo o melhor centroavante do estado, acima dos que atuavam na dupla grenal na mesma época.   Artilheiro da Série C, Leandrão rejeitou uma proposta para defender o Ceará na Série B em agosto de 2015. 

### Vasco da Gama
No dia 31 de agosto de 2015, fechou com o Vasco da Gama. Marcou seu primeiro gol pelo Cruz-Maltino numa vitória por 1 a 0 diante se seu ex-clube, a Ponte Preta.

### Boavista
Em 11 de janeiro de 2016, fora dos planos para a temporada 2016 pelo técnico Jorginho, Leandrão vai defender o Boavista por empréstimo no Campeonato Carioca. Logo em sua estreia com a camisa do Boavista, marcou o gol diante do Flamengo que garantiu o empate de 1-1 na primeira rodada do Campeonato Carioca.
Em dezembro de 2016. foi confirmado a volta por empréstimo para o Boavista-RJ até o final do Carioca 2017.
Em 11 de maio de 2017, rescindiu seu contrato com o Vasco e assinou em definitivo com o Boavista até o fim de 2018, para a disputa do Brasileirão Série D.

### Retorno ao ABC
Em março de 2018, o ABC despertou o interesse em sua contratação para a temporada, mas o Boavista-RJ apenas aceitou liberar Leandrão após o fim do Campeonato Carioca. Sendo assim, assinou um pré contrato com o Mais Querido para integrar ao elenco, visando as disputas da Copa do Nordeste e a Série C.

## Estatísticas
Até 15 de dezembro de 2015.

### Clubes
| Clube             | Temporada         | Campeonato nacional | Campeonato nacional | Campeonato nacional | Copa nacional[a] | Copa nacional[a] | Copa nacional[a] | Competições continentais[b] | Competições continentais[b] | Competições continentais[b] | Outros torneios[c] | Outros torneios[c] | Outros torneios[c] | Total | Total | Total   |
| Clube             | Temporada         | Jogos               | Gols                | Assist.             | Jogos            | Gols             | Assist.          | Jogos                       | Gols                        | Assist.                     | Jogos              | Gols               | Assist.            | Jogos | Gols  | Assist. |
| ----------------- | ----------------- | ------------------- | ------------------- | ------------------- | ---------------- | ---------------- | ---------------- | --------------------------- | --------------------------- | --------------------------- | ------------------ | ------------------ | ------------------ | ----- | ----- | ------- |
| Boavista-RJ       | 2017              | —                   | —                   | —                   | —                | —                | —                | —                           | —                           | —                           | 0                  | 0                  | 0                  | 0     | 0     | 0       |
| Boavista-RJ       | Total             | 0                   | 0                   | 0                   | 0                | 0                | 0                | 0                           | 0                           | 0                           | 0                  | 0                  | 0                  | 0     | 0     | 0       |
| Total na carreira | Total na carreira | 0                   | 0                   | 0                   | 0                | 0                | 0                | 0                           | 0                           | 0                           | 0                  | 0                  | 0                  | 0     | 0     | 0       |

- a. ^ Jogos da Copa do Brasil
- b. ^ Jogos da Copa Libertadores da América
- c. ^ Jogos do Campeonato Carioca

## Títulos
Internacional
- Campeonato Gaúcho: 2002, 2005, 2008 e 2009

Sport
- Campeonato Pernambucano: 2010

ABC
- Campeonato Brasileiro - Série C: 2010
- Campeonato Potiguar: 2011

Remo
- Campeonato Paraense: 2014

Boa Vista
- Copa Rio: 2017

## Ligações Externas
- Leandrão no Instagram
- Perfil em Soccerway